# Up and under
Nel rugby un up and under (a volte "campanile" o "palla a candela") è un calcio a pallonetto con parabola molto alta, che permetta a chi lo ha calciato di giungere di corsa sul punto di caduta del pallone per recuperarlo o passarlo ad un suo compagno (per non cadere in fuorigioco, quest'ultimo dovrà essere superato da chi ha calciato, se si trovava davanti a lui al momento dell'esecuzione del calcio). Se eseguito bene, l'up and under può essere un'ottima tattica sia in azione di difesa che di attacco.
Nel rugby a 13 è conosciuto anche come bomb, mentre nel rugby a 15 viene chiamato anche Garryowen, dal nome della squadra, il Garryowen Football Club, che ha dato vita al colpo stesso.

## Rugby a 13
Nel rugby a 13 un bomb presenta elementi comuni al punt, ma con due principali differenze rispetto a quest'ultimo: l'angolazione del colpo mantenuta vicino al corpo e il punto in cui il pallone viene colpito. Tenuta parallelamente al corpo, la palla viene lasciata dalla mano e colpita nella parte inferiore dal piede, assumendo una traiettoria verticale e rotatoria.

## Rugby a 15
Nel rugby a 15 l'esecuzione di un Garryowen permette alla squadra attaccante di distruggere la linea di difesa, liberarsi della pressione difensiva avversaria e attaccare.
Come in ogni colpo del rugby però, l'up and under può esser causa della perdita del possesso di palla, dopo la quale gli avversari potranno contrattaccare.